# Heßles

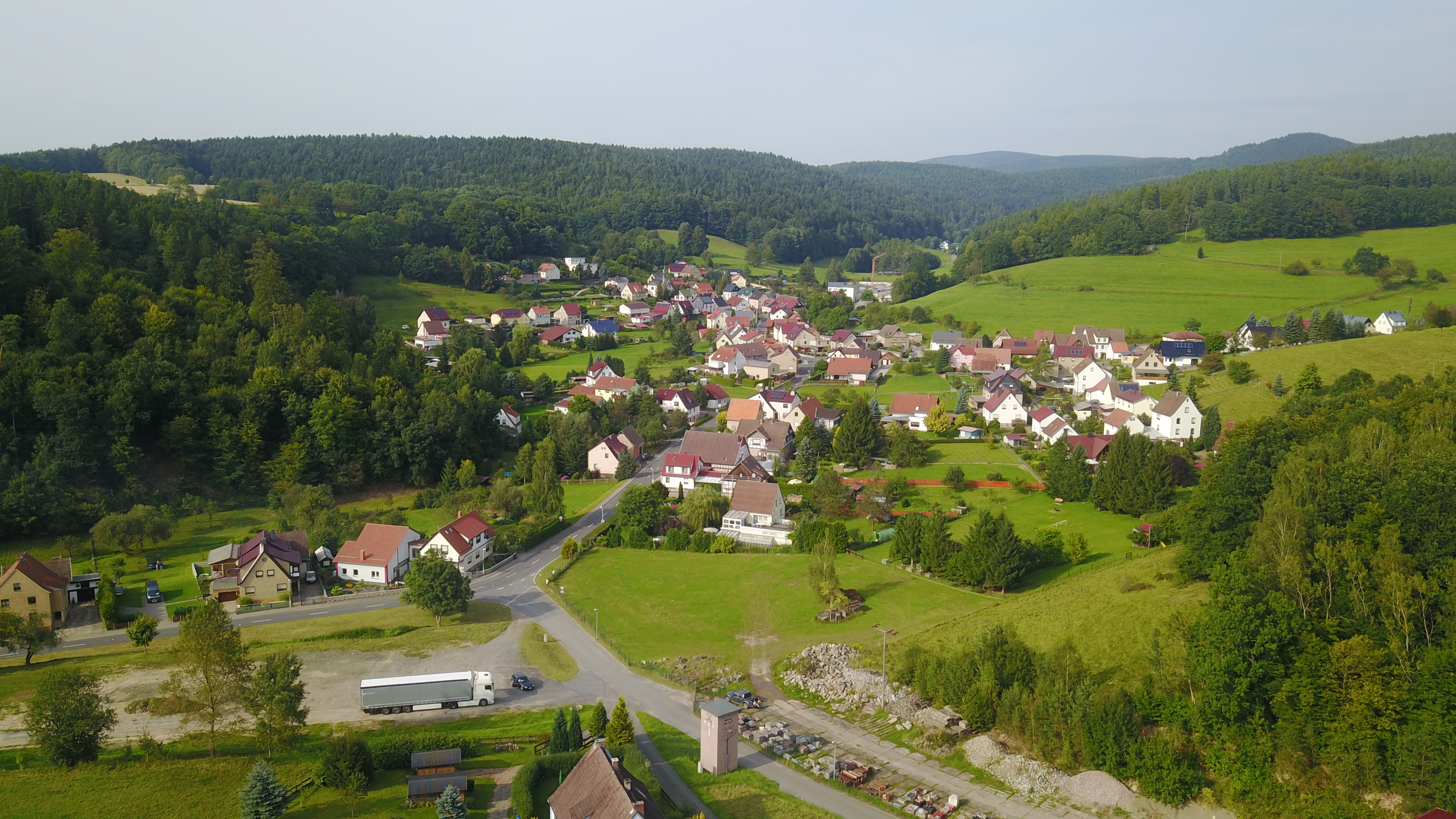
Heßles 2017

Heßles ist seit dem 1. Dezember 2008 ein Ortsteil der Gemeinde Fambach im Landkreis Schmalkalden-Meiningen in Thüringen.

## Geografie
Der Ort Heßles liegt etwa vier Kilometer Luftlinie nordwestlich von Schmalkalden im Tal der Fambach und reicht im Osten bis an den Großen Gieselsberg (657,6 m ü. NN). Der Ort ist von bewaldeten Buntsandsteinhöhen umgeben. Die Gemarkung umfasst 539 Hektar, davon sind ca. 400 Hektar Wald.

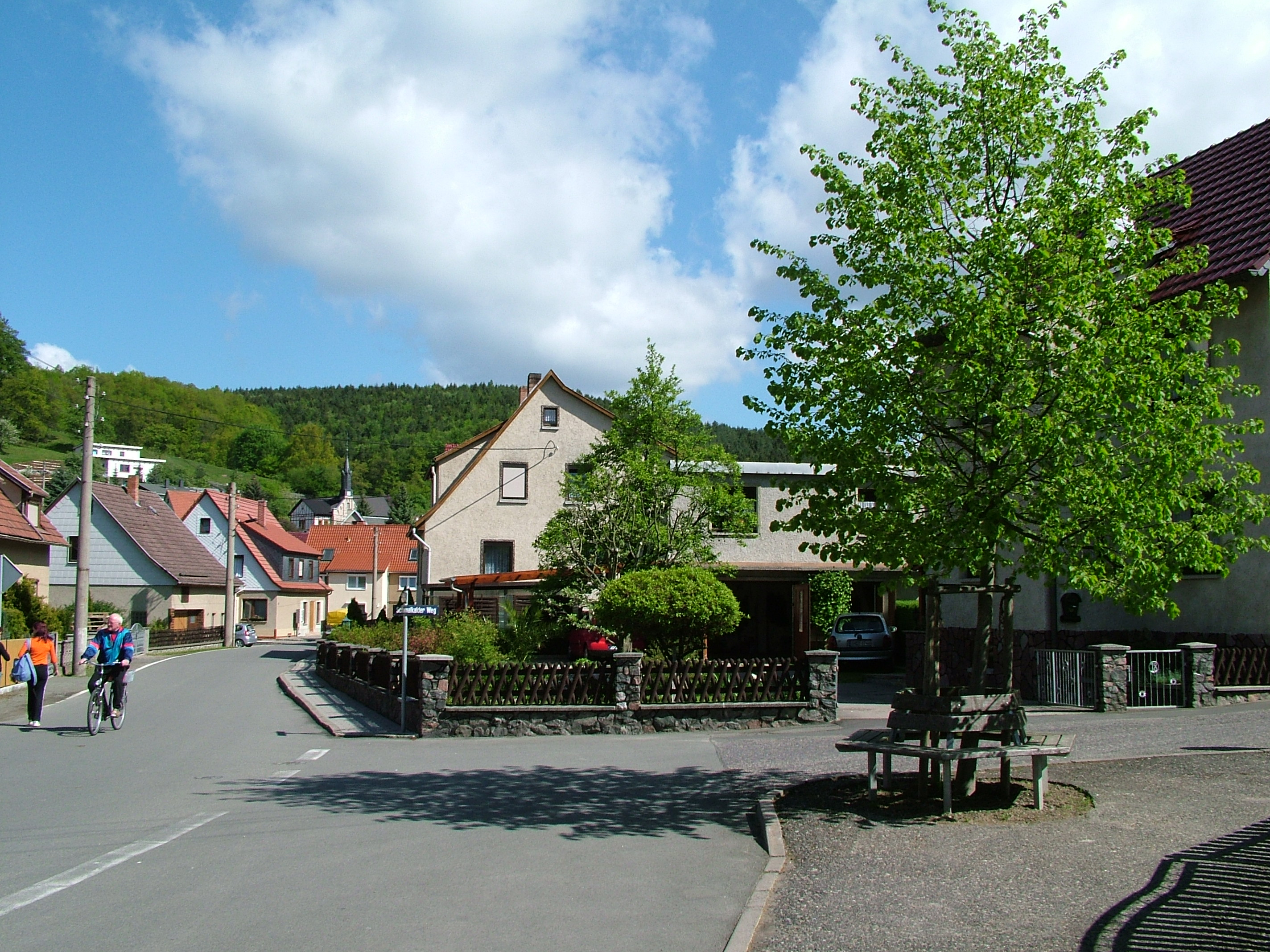
Dorfplatz 2004

## Geschichte
Das Dorf wurde in einer am 13. Februar 1185 ausgefertigten Urkunde als Hesele und das nur zwei Kilometer entfernte Gehöft Nüßles, heute Ortsteil von Heßles, als Neuwesesse im Besitz des Klosters Herrenbreitungen erwähnt.
Der Ort war ab 1197 im Lehnsbesitz der Herren von Frankenstein. Mit Errichtung der Wallenburg bei der Trusetal durch die Frankensteiner wurden die Bewohner des Ortes Heßles dem dortigen Gerichts- und Burgbezirk zugeteilt. Der Burgvogt der Wallenburg gehörte zum Dienstadel der Frankensteiner. Im Jahr 1330 ging das tief verschuldete Geschlecht der Frankensteiner Grafen ihrem Niedergang entgegen, der größte Teil ihrer Besitzungen musste zur Tilgung der Schulden an die Grafen von Henneberg-Schleusingen verkauft werden. Diese Seitenlinie der Henneberger war ebenfalls in finanziellen Nöten und verpfändete Teile ihrer neuen Besitzungen an die Landgrafen von Hessen.
Der ab 1367 geteilte Burgbezirk der Wallenburg wurde zum ständigen Ärgernis für die betroffenen Bewohner, da sie ihre Frondienste und Abgaben weiterhin zu entrichten hatten. Die Henneberger Vögte, die auch im Breitunger Kloster als Verwalter zuständig waren, trennten 1416 formal den Wallenburger Burgvogteibezirk vom Breitunger Klostervogteibezirk ab, um die wirtschaftliche Kontrolle des Herrenbreitunger Klosters zu vereinfachen. 1423 beklagte sich der Graf von Henneberg über die selbstherrliche Amtsführung des Klosterabtes von Breitungen beim Hersfelder Abt, der die Aufsicht über das Kloster ausübte, 1436 wurde dem unnachgiebigen Herrenbreitunger Abt sogar die Exkommunikation angedroht. Diese skandalösen Zustände beunruhigten über Jahrzehnte die Bevölkerung der betroffenen Orte des Kloster- und Burgvogteibezirkes.
1450 erwarb der Breitunger Abt Johannes den Nüßleshof, der zuvor der benachbarten Wallenburg als Wirtschaftshof gedient hatte. In dieser Zeit wurde die Kirche in Trusen auch zur Pfarrkirche von Heßles bestimmt.
Die Wallenburg wurde im Bauernkrieg, im April 1525 von Aufständischen belagert und eingenommen. Die von den geknechteten Bauern als Symbol ihrer Lasten betrachtete Vogtei wurde nach örtlicher Überlieferung mit allen Akten niedergebrannt. Mit dem Herrenbreitunger Abt Erasmus, der das Kloster 1503 bis 1536 leitete, wurde der Niedergang des Klosters eingeleitet. Noch zu Lebzeiten fand die Einführung der Reformation in der Grafschaft Henneberg statt. Das Herrenbreitunger Kloster wurde unter dem Abt Kilian Vogel im Jahr 1552 aufgelöst. Durch den hessischen Einfluss kommt es in der Religionsfrage schon früh zu Spannungen, denn die hessischen Landgrafen als Anhänger des reformierten Glaubens hatten andere Auffassungen als die lutheranisch eingestellten Henneberger Grafen. Es kommt 1537 im benachbarten Schmalkalden zu Religionsgesprächen, an denen auch der Reformator Martin Luther teilnimmt, die Schmalkaldischen Artikel werden verfasst. Zunächst wird der Gottesdienst in der Trusener Pfarrkirche in der reformierten Glaubensform abgehalten, da der Ort unter hessischer Verwaltung steht. Der erste lutheranische Pfarrer der Trusener Kirche wurde 1552 Johann Debes Manikus.
Im Schmalkalder Umland blühten bereits vor 1500 der Bergbau und die metallverarbeitenden Gewerbe auf. In der Region wurden für die Eisengewinnung und das Schmieden riesige Mengen an Holzkohle benötigt, daher siedelten sich in den angrenzenden Tälern der Schmalkalde und der Truse Köhler und Holzfäller an, die auch in Heßles ab 1550 erscheinen. Der Ort hatte in dieser Zeit etwa acht Gehöfte, die Einwohnerzahl lag wohl weit unter 100 Bewohnern.
Der Ort Heßles war rein landwirtschaftlich geprägt, da die Flur von Heßles insbesondere aus Feldern bestand, während sich die umliegenden Wäldereien im Besitz der Landesherren – der Herzöge von Sachsen-Coburg, Sachsen-Meiningen und Sachsen-Gotha befanden. Nach 1800 wurden erstmals über 100 Einwohner gezählt, um 1900 waren es dann über 200 Einwohner. In den 1970er Jahren wurde der Nüßleser Grund um den Nüßleshof zu einem Naherholungsgebiet mit Campingplatz, Betriebsferienhaus und Schwimmbad ausgebaut.
Von 1993 bis 1996 gehörte die einst selbständige Gemeinde der Verwaltungsgemeinschaft Werratal. Mit ihrer Auflösung wurde Breitungen/Werra die erfüllende Gemeinde für Heßles. Am 1. Dezember 2008 wurde Heßles in die Nachbargemeinde Fambach eingegliedert.

## Dicke Lärche beim Nüßleshof

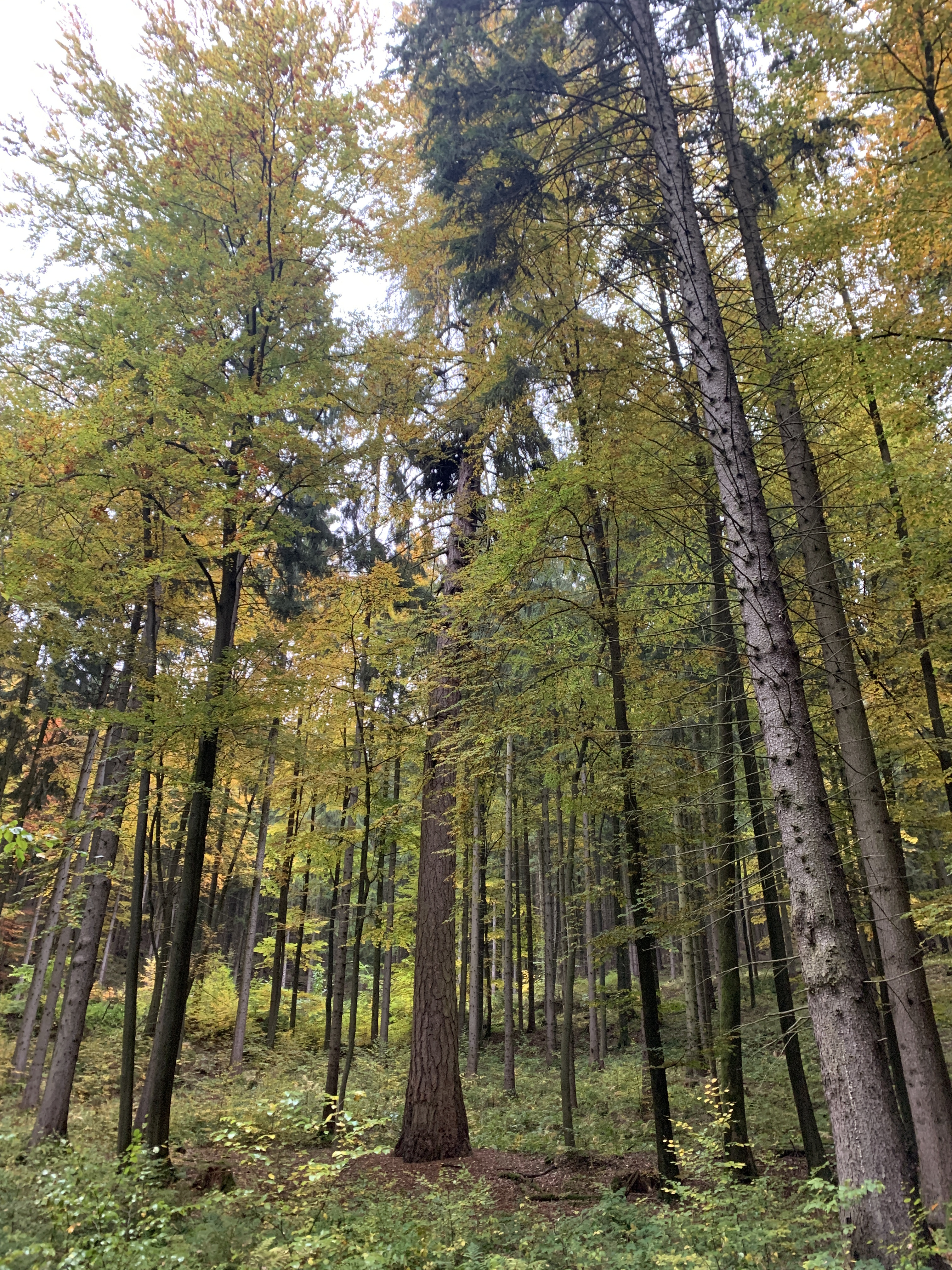
Dicke Lärche (2020)

Im Wald, nahe dem Heßleser Ortsteil Nüßleshof in der Gemarkung Trusen der Stadt Brotterode-Trusetal, steht inmitten weiterer Lärchen eine der dicksten und höchsten Lärchen Deutschlands.⊙
Die in die Liste markanter und alter Baumexemplare in Deutschland eingetragene Europäische Lärche hat ein geschätztes Alter von 200–250 Jahren. Eine Messung im Jahr 2014 ergab einen Brusthöhenumfang von 4,76 m. Der Stammfuß, direkt über der Erde, ist jedoch noch wesentlich dicker. Zum Zeitpunkt der Messung hatte der gesund wirkende, monumentale Baum eine Höhe von 48 m. Der Baum wurde am 9. Juni 2024 zum Nationalerbe-Baum ausgezeichnet.
Unweit dieser Dicken Lärche steht eine weitere, nur unwesentlich kleinere Riesenlärche mit einem Brusthöhenumfang von 3,64 m und einer Höhe von 41 m. Sie dürfte wohl ein ähnliches Alter aufweisen wie die erste Lärche, jedoch macht sie einen insgesamt weniger gesunden Eindruck.